# 第1海軍燃料廠
第1海軍燃料廠（だいいちかいぐんねんりょうしょう）は、かつて神奈川県鎌倉郡本郷村（後に横浜市戸塚区に編入、戦後の分区を経て現在は横浜市栄区小菅ヶ谷町・桂町・柏陽、本郷台駅付近）にあった大日本帝国海軍の工廠（海軍工廠）である。

## 概要
前身となる海軍煉炭製造所が山口県徳山市（徳山下松港）に設けられたことまで遡る。1921年（大正10年）に「煉炭製造所」から「燃料廠」に改組され採炭部、練炭部、製油部、研究部が置かれた。
その後、海軍で使用する燃料・潤滑油等、石油製品関係の研究・実験を行う施設として、1937年（昭和12年）に設置の閣議決定、1938年（昭和13年）に建設。短期間で建設されたため、用地買収は半強制的に行われたといわれている。海軍の重要拠点である横須賀港に近く、海軍の要請により建設された横須賀線があったことからこの地が選ばれた。立地条件から文書上「第1海軍燃料廠（大船）」と記載されることがあるが、鎌倉郡大船町に属したことはない（大船#大船の由来・範囲も参照のこと）。
第1海軍燃料廠では燃料全般の基礎研究を始めとして、船舶燃料（重油・軽油）、航空燃料（ガソリン・メタノール）やエンジンオイル・グリース類の研究施設が設置されたほか、石炭液化・松根油等の代替燃料の実験施設を備えた。松根油の確保のため、周辺住民を動員して周辺地区の松の大規模な伐採が行われたことが伝えられている。実験用としてこれらの燃料の小規模な生産施設を有していたが、量産は他の燃料廠が担当することになっていた。
太平洋戦争末期にはロケット戦闘機「秋水」用の燃料である過酸化水素水製造施設やロケットエンジン燃焼実験室も設置されたほか、空襲に備えて地下実験設備や防空陣地の設置など施設の増強が行われた。1945年（昭和20年）2月には、陸海軍の他の燃料廠と比べるとはるかに小規模ではあるが空襲を受け、犠牲者も出ている。
燃料廠の周辺には、大船海軍共済組合病院（現在の横浜栄共済病院）をはじめとする関連施設が設置され、燃料廠から大船駅にかけて専用の鉄道や、鉄道に並行する道路や水道、電力なども整備された。
さらに燃料廠を経由して横須賀港方面と大船・藤沢経由で厚木飛行場を結ぶ道路として、1943年（昭和18年）には軍事国道の国道特36号（現在の神奈川県道23号原宿六ツ浦線の笠間以東及び神奈川県道203号大船停車場矢部線の笠間～大船駅間）が、1945年（昭和20年）には国道特41号（終戦時未完成・現在の神奈川県道23号原宿六ツ浦線の田谷～笠間）が建設され、これらの基盤整備は戦後の栄区の発展に大きな影響を与えた。

## 歴代燃料廠長
1. 柳原博光 少将：1941年4月21日 - 1943年10月25日（1941年10月15日：中将）[3]
2. 小畑愛喜 中将：1943年10月25日 - 1945年5月1日[4]
3. 山口信助 中将：1945年5月1日 - 1945年11月1日[5]

## 戦後

### 大船PX
太平洋戦争が終わると、敷地の一部については民間に払い下げられて住宅地や工場となり、第3試験所は鎌倉アカデミア校舎として4年間利用された。しかし、大部分は1952年（昭和27年）4月29日に駐留軍が接収して「大船PX」となり、駐留軍の物資倉庫として使用された。
大船PXは昭和40年（1965年）から順次接収解除され、昭和42年（1967年）1月に全面返還された。

### 返還後
返還後、官主導による大規模な再開発が行われた。神奈川県警察学校、神奈川県消防学校、神奈川県立柏陽高等学校などが建設され、1973年（昭和48年）4月には国鉄（現・東日本旅客鉄道）根岸線の開通とともに本郷台駅が開業し、駅周辺には横浜市や日本住宅公団（現・都市再生機構）による高層住宅が建設された。また燃料廠周辺の関連施設の跡地にも栄区役所や栄警察署、栄消防署、横浜地方法務局 栄出張所など多数の行政施設が設置され、一帯は栄区の行政の中心地となった。
再開発にあたっては、燃料廠時代に整備された区画をほぼそのまま踏襲し、研究棟の一部は神奈川県立柏陽高等学校の校舎に転用された。
また、㹨川では敗戦とともに遺棄された化学薬品（黄燐等）や武器弾薬が昭和50年代末に川底から発見され、掘り起こされないよう河床にコンクリートブロックを敷き詰める対策工事が行われた。
燃料廠の遺構は1990年代までは一部の実験棟が残存し、本郷台駅北側の丘陵地には地下施設や防空施設が残っていたが、周辺の開発が進んだことによって次第に取り壊され、2008年現在では当時作られた塀がわずかに残る程度である。